# Paul Lamborelle
Paul Charles Lamborelle, né le 9 juillet 1871 à Lokeren et décédé le 1er mai 1943 à Malines, est un homme politique libéral belge flamand.

## Biographie
Il fut médecin, échevin de Malines et député belge.
Il épouse la fille du peintre Willem Geets.

## Sources
- Paul van Molle, Het Belgisch Parlement, 1894-1972, Antwerpen, 1972.
- Luc Pareyn, Paul Lamborelle, in: Nieuwe encyclopedie van de Vlaamse Beweging, Tielt, 1998.